# Ludwig von Burgsdorf
Ludwig von Burgsdorf (zm. 1490) – niemiecki duchowny katolicki, biskup lubuski.
Był jednym z kanoników kapituły katedralnej. Po śmierci biskupa Liboriusza został wybrany na jego następcę. 3 sierpnia 1487 r. uzyskał zgodę na objęcie biskupstwa ze strony Stolicy Apostolskiej. Zmarł po niespełna trzech latach rządów diecezją. 